# Brachyolene seriemaculata
Brachyolene seriemaculata är en skalbaggsart som beskrevs av Stefan von Breuning 1942. Brachyolene seriemaculata ingår i släktet Brachyolene och familjen långhorningar. Inga underarter finns listade.